# Charles Ligny
Charles Ligny, né le 2 décembre 1819 à Mons et mort le 12 décembre 1889 à Ixelles, est un peintre belge, président de la Société royale belge des aquarellistes de 1879 à 1890.